# アウルス・ポストゥミウス・アルブス・レギッレンシス

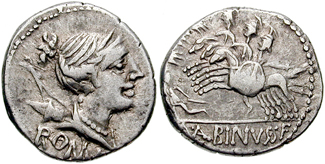
アウルス・ポストゥミウスの勝利を描いたデナリウス銀貨。表はディアーナ女神の横顔とROMAの文字、逆側は3人の騎兵が歩兵を踏みつけている図。このコインは紀元前96年にアウルス・ポストゥミウス・アルビヌスが鋳造させたもの

アウルス・ポストゥミウス・アルブス・レギッレンシス (ラテン語: Aulus Postumius Albus Regillensis、生没年不詳)は共和政ローマの政治家、軍人。独裁官 (ディクタトル)と執政官 (コンスル)に就任している。

## 経歴

### ディクタトルシップ
ティトゥス・リウィウス（紀元前59年頃 - 17年）によると、紀元前499年または紀元前496年に独裁官に就任し、レギッルス湖畔の戦いの大勝利によってラティウムを征服、凱旋式を挙行する栄誉を得た。後にポストゥミウス氏族が鋳造したコインの多くに、彼らの祖先が成したこの勝利を刻んでいる。ローマの民間伝承では、この戦いの間にカストールとポリュデウケースが出現したとされており、後にアウルス・ポストゥミウスはフォルム・ロマヌムにカストールとポリュデウケース神殿を作ることを約束した（完成は息子の時代）。

### コンスルシップ
紀元前496年には執政官（コンスル）に就任する。リウィウスによれば同じ年にレギッルス湖畔の戦いが起こったとする説もあるとし、ハリカルナッソスのディオニュシオス（紀元前60年 - 紀元前7年以降）はこの説を採る。リウィウスの紹介する所によると、彼は同僚執政官が信用ならないとして辞任し、その後に独裁官に就任したというが、文献によって様々な説があり、真実はわからないとしている。

### その後
紀元前495年、ローマはウォルスキ族との戦いに勝利したが、その直後にサビニ族のローマ侵攻が起こり、急遽騎兵を率いて出撃している。しかしながら、サビニ族は略奪と宴会で疲れ果てており、抵抗らしい抵抗はなかった。

## 添え名
一般には「レギッレンシス」というアグノーメン（添え名）は、レギッルス湖畔の戦いに由来すると考えられている。しかし歴史家バルトホルト・ゲオルク・ニーブール（1776年 - 1831年）は、彼の邸宅のあった場所であるとしている。クラウディウス氏族にもインレギッレンシスという添え名を持つものがあるが、後世の年代記編者がレギッルス湖畔の戦いの司令官であったアウルス・ポストゥミウスに対してのみ、この戦いと関連づけたと考えている。リウィウスも、戦いの場所が添え名になったのは、これより300年後のスキピオ・アフリカヌス（紀元前236年 - 紀元前183年頃）が最初であると述べている。

## 家族
彼の父はプブリウスで、ある系図によれば、彼は紀元前466年の執政官スプリウス・ポストゥミウス・アルブス・レギッレンシスおよび紀元前464年の執政官アウルス・ポストゥミウス・アルブス・レギッレンシスの父である。

## 参考資料
1. ↑  Joseph Anton F. Wilhelm Ihne (1871). The history of Rome. pp. 104ff
2. ↑  Smith, William (1867), “Aulus Postumius Albus Regillensis”, in Smith, William, Dictionary of Greek and Roman Biography and Mythology, 1, Boston: Little, Brown and Company, pp. 90
3. ↑  凱旋式のファスティ
4. ↑  ティトゥス・リウィウス『ローマ建国史』、2.19, 20, 21
5. ↑  ハリカルナッソスのディオニュシオス『ローマ古代誌』、6.2ff
6. ↑  ウァレリウス・マクシムス、i. 8. § 1
7. ↑  マルクス・トゥッリウス・キケロ、『神々の本性について』、ii. 2, iii. 5
8. ↑  ティトゥス・リウィウス『ローマ建国史』、2.26
9. ↑  ティトゥス・リウィウス『ローマ建国史』、30.45
10. ↑  バルトホルト・ゲオルク・ニーブール、Hist. of Rome, i. p. 556

- この記事には現在パブリックドメインである次の出版物からのテキストが含まれている: Smith, William, ed. (1870). "Albinus (1)". Dictionary of Greek and Roman Biography and Mythology (英語). Vol. 1. p. 90.